# ブールヴァルディエ
ブールヴァルディエ（仏: Boulevardier）はウイスキー、スイート・ベルモット、カンパリを使用したカクテル。ブルヴァルディエールとも呼ばれる。

## 概要
パリで1927年から1932年の間に発刊されていた月刊誌『Boulevardier』の記者であったアースキン・グィン（Erskine Gwynne）が考案したと言われている。なお、Boulevardierの意味は「伊達男」。
ネグローニのドライ・ジンをウイスキーに変更したものであるが、文献の上ではブールヴァルディエのほうが古い。ハリー・マッケルホーンが1927年に上梓したカクテル本『Barflies and Cocktails』には既にブールヴァルディエの記載がある。

## レシピの例
材料
- バーボンウイスキーまたはライ・ウイスキー - 45ml
- スイート・ベルモット - 30ml
- カンパリ - 30ml

作り方
1. 氷とともに全ての材料をミキシンググラスに入れステアする。
2. カクテルグラスに注ぐ。
3. オレンジかレモンのゼストを飾る。

『Barflies and Cocktails』記載のレシピではバーボンウイスキー、スイート・ベルモット、カンパリは等量で、マラスキーノ・チェリーをガーニッシュに使用している。